# Gonia robusta
Gonia robusta là một loài ruồi trong họ Tachinidae.